# Sklepienie beczułkowe
Sklepienie beczułkowe – sklepienie, którego podniebienie jest powierzchnią dwukrzywiznową pojedynczą lub zespołem powierzchni dwukrzywiznowych, tzw. beczułek.
Sklepienie beczułkowe powstaje przez przesuwanie odcinka kołowego, eliptycznego lub parabolicznego po najczęściej parabolicznych lub kołowych - krzywych węzgłowi w sposób, w którym płaszczyzna tego odcinka jest wszędzie prostopadła lub pionowa do krzywej węzgłowia.